# فیلیپ اسکایلر
فیلیپ اسکایلر (به انگلیسی: Philip Schuyler) سناتور سابق عضو حزب فدرالیست (آمریکا) بود. وی در سال ۱۷۸۹ تا ۱۷۹۱ و ۱۷۹۷ تا ۱۷۹۸ میلادی سناتور ایالت نیویورک در سنای ایالات متحده آمریکا بود.